# Cholestérolémie
La cholestérolémie est le taux de cholestérol total sérique. Une hypercholestérolémie est une élévation pathologique de la cholestérolémie.
La cholestérolémie moyenne est de 4,64 mmol/l chez l'homme et de 4,76 mmol/l chez la femme.

 Elle est sensiblement plus haute dans les pays riches (5,24 mmol/l chez l'homme et 5,23 mmol/l chez la femme), avec toutefois, une tendance à une légère décroissance depuis les années 1980.

## Facteurs d'augmentation de la cholestérolémie HDL
Plusieurs facteurs dont les effets peuvent se cumuler sont :
- l'âge ;
- être de sexe féminin ;
- l'activité physique ;
- prise de médicaments hypolipémiants (surtout les fibrates) ;
- vitamine C ;
- prise d'anti-épileptiques ;
- prise d'insuline  ;
- utilisation d'œstroprogestatifs ;
- prédisposition génétique ;

L'absorption modérée d'alcool a souvent été présentée - à juste titre - comme facteur de réduction du risque coronarien, mais ce n'est pas via le taux de cholestérol HDL qu'elle n'améliore aucunement.

## Facteurs de diminution
Certains facteurs font chuter le taux du bon cholestérol :
- Tabagisme
- utilisation de progestatifs
- diabète
- prédispositions génétiques

## LDL et HDL
Les analyses de sang distinguent maintenant deux types de cholestérol, le lourd et le léger, respectivement les fractions HDL et LDL.
Le cholestérol HDL a des vertus « protectrices » qui se traduisent par une relation inverse entre la concentration en HDL-cholestérol et la fréquence des complications cardiovasculaires.

## Taux normal de cholestérol lourd selon l'âge
Le taux de HDL (lipoprotéine de haute densité) tend naturellement à légèrement augmenter avec l'âge, mais alors que d'autres facteurs de risques augmentent.
| Âge       | Hommes    |           | Femmes    |           |
| --------- | --------- | --------- | --------- | --------- |
|           | mmol/l    | g/l       | mmol/l    | g/l       |
| 0-19 ans  | 0,80-1,22 | 0,31-0,47 | 1,06-1,80 | 0,41-0,70 |
| 20-49 ans | 0,96-1,68 | 0,37-0,65 | 1,29-2,12 | 0,50-0,82 |
| 50-59 ans | 1,09-1,68 | 0,42-0,65 | 1,50-2,40 | 0,58-0,92 |
| >60 ans   | 1,03-1,76 | 0,40-0,68 | 1,55-2,45 | 0,60-0,94 |